# Chiesa cattolica nel regno di Sicilia

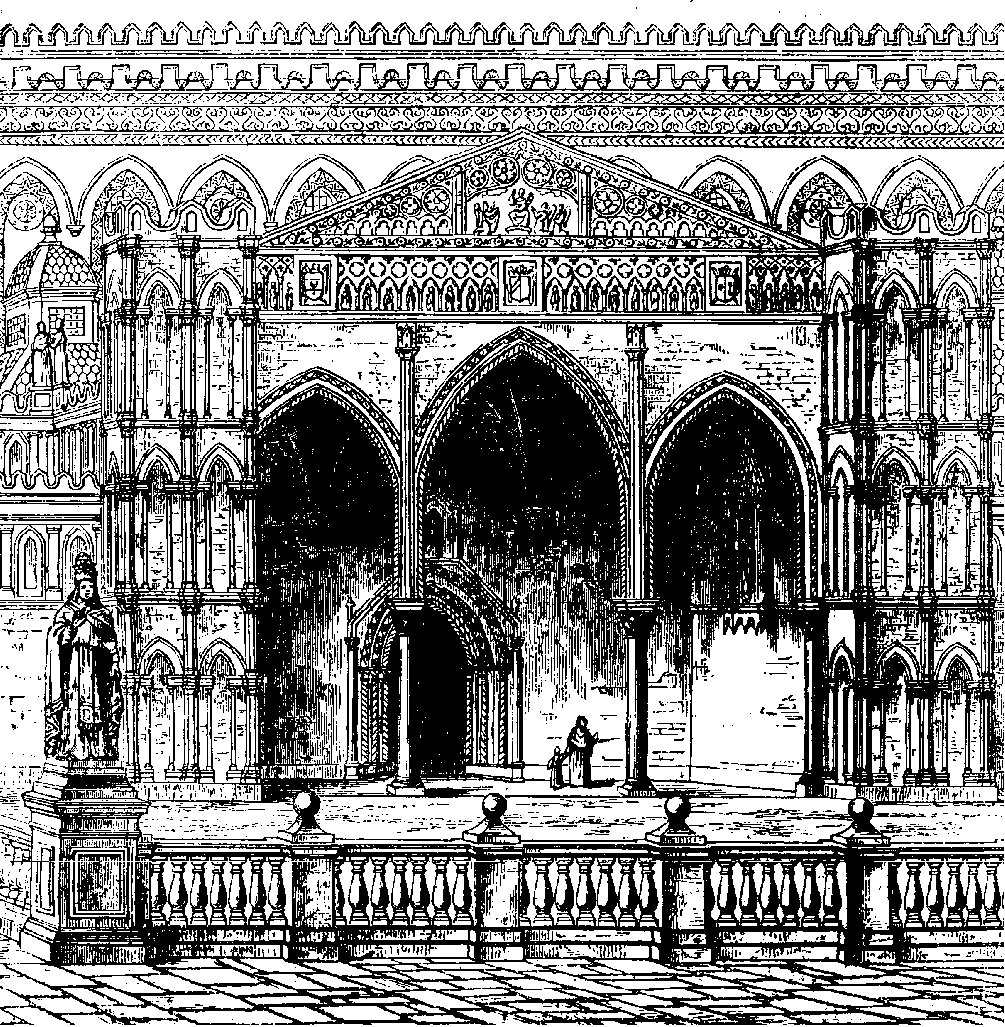
Iconografia della facciata centrale della cattedrale di Palermo.

La Chiesa cattolica nel regno di Sicilia era parte della Chiesa cattolica universale, sotto la guida spirituale del Papa e della Santa Sede.

## Normanni e svevi
Nel 1098 era nata nella Contea di Sicilia la Legazia di Sicilia. La Chiesa cattolica, nel 1130, alla nascita del regno di Sicilia sotto Ruggero II di Sicilia, era così suddivisa:

### Vallo di Mazara

#### Diocesi di rito latino
- Provincia ecclesiastica di Palermo: Arcidiocesi di Palermo
  - Diocesi di Agrigento
  - Diocesi di Mazara del Vallo

- Immediatamente soggette alla Santa Sede:

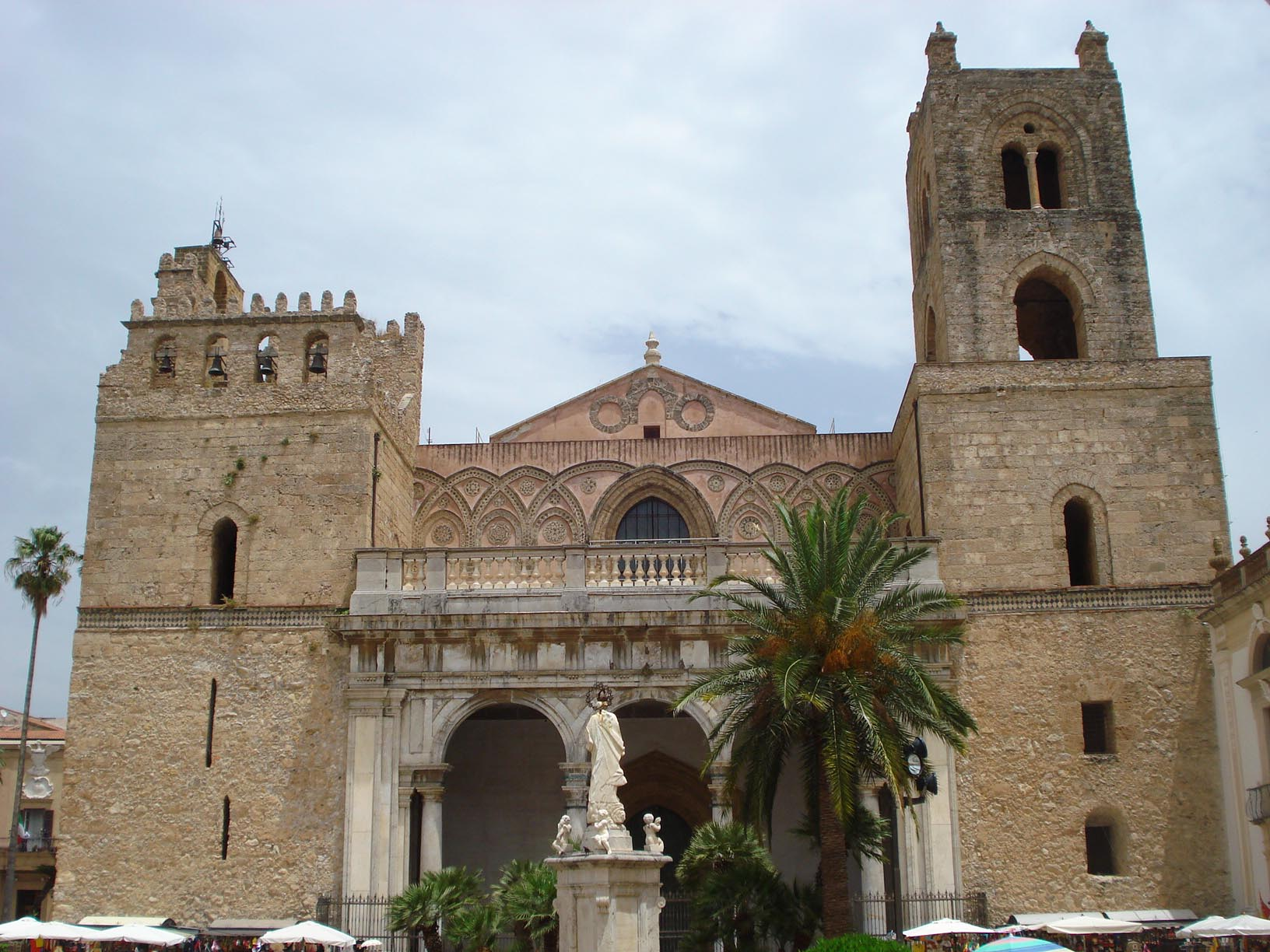
La sede dell'abbazia di Santa Maria Nuova di Monreale.

  - La sede dell'abbazia di Santa Maria Nuova di Monreale.Abbazia territoriale di Santa Maria Nuova di Monreale

### Val Demone

#### Diocesi di rito latino
- Provincia ecclesiastica di Messina: Arcidiocesi di Messina
  - Diocesi di Cefalù
  - Diocesi di Santa Lucia del Mela
  - Diocesi di Troina

### Val di Noto

#### Diocesi di rito orientale
- Provincia ecclesiastica di Siracusa: Arcidiocesi di Siracusa (Chiesa cattolica di rito bizantino)
  - Abbazia territoriale di San Benedetto di Lipari (Chiesa cattolica di rito bizantino)

### Luoghi di culto
La contea di Sicilia è stata sede di importanti luoghi di culto. Alcuni di questi sono:
- la cappella dell'Incoronata a Palermo
- la basilica abbaziale di San Martino delle Scale a Palermo

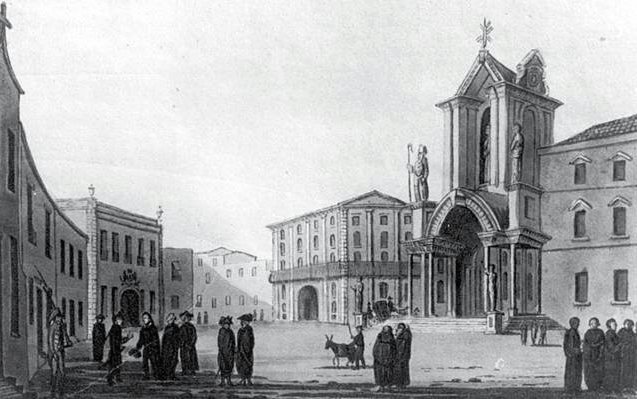
L'antica cattedrale di Siracusa (a destra).

- L'antica cattedrale di Siracusa (a destra).la chiesa di San Giovanni degli Eremiti a Palermo
- la chiesa di San Pietro a Palermo
- la cattedrale di San Gerlando ad Agrigento
- la chiesa di Santa Maria dei Greci ad Agrigento
- la cattedrale del Santissimo Salvatore a Mazara del Vallo
- la chiesa dei Santi Pietro e Paolo d'Agrò a Casalvecchio Siculo
- la chiesa di San Giovanni di Malta a Messina
- la chiesa di Santa Maria della Valle a Messina
- la chiesa di Santa Maria della Latina a Messina
- la chiesa di San Giovanni alle catacombe a Siracusa
- il duomo di Siracusa

## Sicilia sotto i Savoia
L'organizzazione ecclesiastica nel Regno della Sicilia sabaudo nel 1715, sotto la guida spirituale del Papa e della Santa Sede.
La Chiesa cattolica, nel 1720, anno del Trattato dell'Aia, era così suddivisa:
- Arcidiocesi di Palermo
  - Diocesi di Agrigento
  - Diocesi di Mazara del Vallo

- Arcidiocesi di Messina
  - Diocesi di Cefalù
  - Diocesi di Patti e Lipari
  - Diocesi di Santa Lucia del Mela

## Sicilia austriaca
Le circoscrizioni ecclesiastiche nel Regno della Sicilia austriaca, nel 1734, anno del Trattato di Vienna, era così suddivisa:

### Provincia ecclesiastica di Palermo

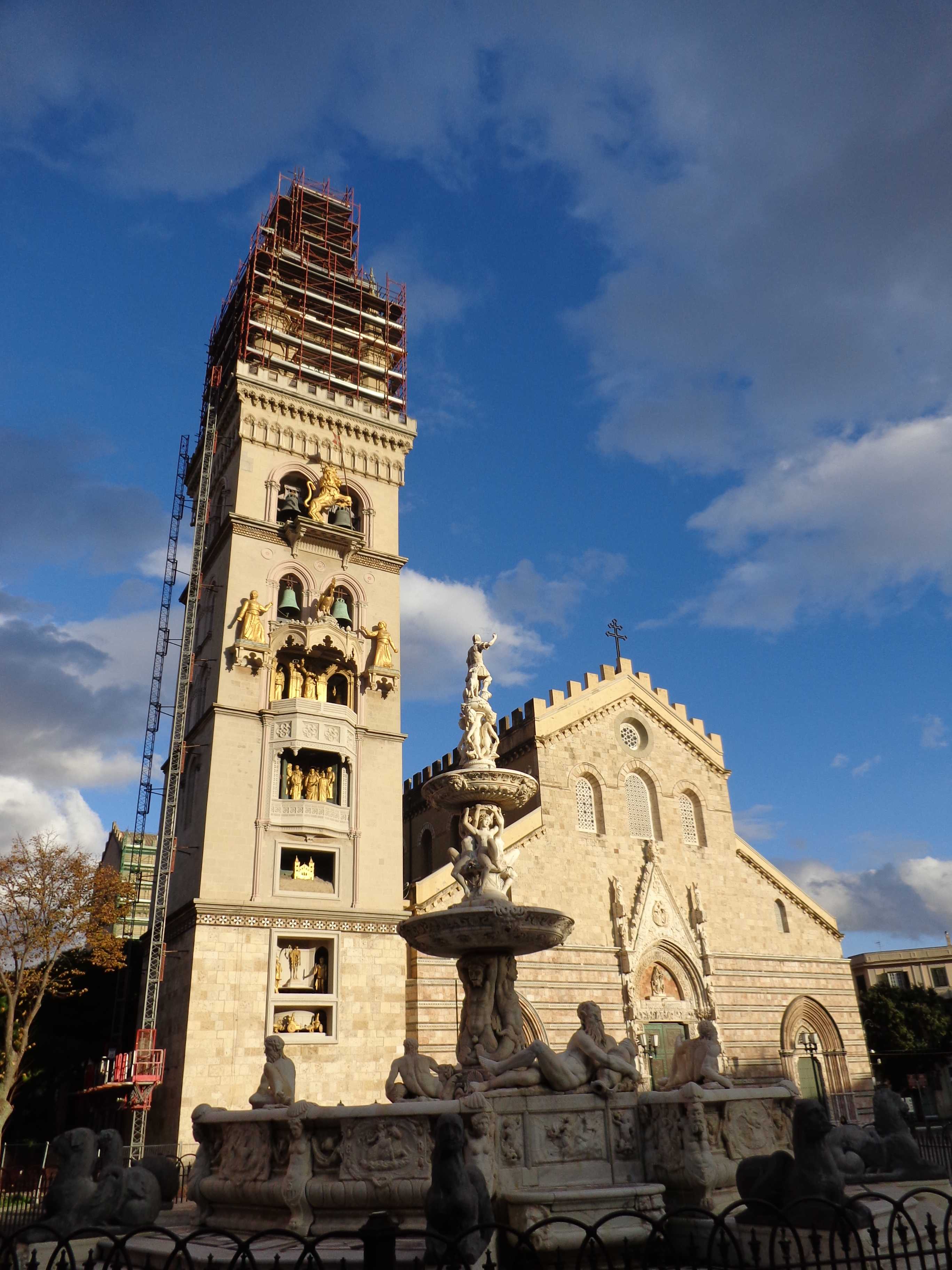
Il Duomo di Messina con il campanile in restauro.

- Il Duomo di Messina con il campanile in restauro. Arcidiocesi di Palermo (eretta nel I secolo), diocesi primaziale di Sicilia, con le diocesi suffraganee:
  - Diocesi di Agrigento
  - Diocesi di Mazara del Vallo

### Provincia ecclesiastica di Messina
- Arcidiocesi di Messina (eretta nel I secolo), con le diocesi suffraganee:
  - Diocesi di Patti e Lipari
  - Diocesi di Santa Lucia del Mela

### Provincia ecclesiastica di Monreale
- Arcidiocesi di Monreale (eretta nel 1174), con le diocesi suffraganee:
  - Diocesi di Catania
  - Diocesi di Cefalù
  - Diocesi di Siracusa

## Sotto i Borbone
Il territorio, nel 1816, anno della fusione del Regno di Sicilia con il Regno di Napoli, era così suddiviso:
- Arcidiocesi di Palermo che aveva come suffraganee:
  - Diocesi di Agrigento
  - Diocesi di Mazara del Vallo

- Arcidiocesi di Messina che aveva come suffraganee:
  - Diocesi di Cefalù
  - Diocesi di Patti e Lipari
  - Diocesi di Santa Lucia del Mela

- Arcidiocesi di Monreale che aveva come suffraganee:
  - Diocesi di Catania
  - Diocesi di Siracusa
  - Diocesi di Trapani

- Ordinariato per gli Albanesi di Sicilia